# Es warat an der Zeit
Es warat an der Zeit ist das Debütalbum des österreichischen Sängers Gernot. Es erschien am 27. Juni 2008.

## Hintergrund
Nach der Teilnahme bei Starmania wurde Gernot von Universal Music bei der Österreich-Abteilung Amadeo 2007 unter Vertrag genommen. Kurz darauf veröffentlichte er die Single Neue Helden, die es auf Platz 13 in den Ö3 Austria Top 40 schaffte. Der Text zum Lied war im Dialekt geschrieben. Bereits in den letzten Starmania-Sendungen kündigte Gernot an, nach der Castingshow in Richtung Mundart zu gehen. Im Verlaufe des Frühlings 2007 wurden bereits Details über das kommende Album bekannt. Nach Gernots Angaben sollen die drei österreichischen Liedermacher Wolfgang Ambros, Georg Danzer und Rainhard Fendrich Songs für seinen Longplayer komponiert haben. Die Veröffentlichung des Albums war für Herbst 2007 angekündigt worden, allerdings engagierte Rainhard Fendrich ihn für sein Tour-Vorprogramm, sodass sich die Aufnahmen verschoben.
Im Mai 2008 erschien die von Thomas Spitzer geschriebene. zweite Single-Auskoppelung Arrivederci aus dem Album, das noch folgen sollte. Auf seiner Homepage gab Gernot schließlich erstmals den Arbeitstitel des Albums Es warad an der Zeit bekannt. Nach kurzer Zeit wurde der Albumtitel in Es warat an der Zeit geändert.
Auf dem Album befinden sich 8 von Gernot selbst komponierte Songs, 3 entstanden in Zusammenarbeit mit EAV-Mitglied Thomas Spitzer, je ein Lied wurde von Wolfgang Ambros, Rainhard Fendrich und Georg Danzer geschrieben. Einen Song widmet Gernot dem 1988 verstorbenen Hansi Dujmic mit der Coverversion zu Ausgeliefert.
Als Bonustrack zum Album erschien der iTunes-Only-Download Zruck zu dir, welcher von Thomas Spitzer geschrieben wurde.

## Titelliste
1. Wennst wüst, daß sie wos ändert
2. Neue Helden
3. Gut und Schön
4. Freundschaft
5. Arrivederci
6. Schnürlregen
7. Denkst du no an mi
8. Du
9. Ausgeliefert
10. Jeden Augenblick
11. Es warat an der Zeit
12. Saus und Braus
13. Geld regiert die Welt
14. A Fremda